# Фолуке Акінрадево
Фолуке Атінуке Акінрадево (англ. Foluke Atinuke Akinradewo; нар. 5 жовтня 1987) — американська волейболістка нігерійського походження, центральний блокуючий. Чемпіонка світу і Олімпійських ігор.

## Клуби
| Роки      | Клуби                               |
| --------- | ----------------------------------- |
| 2010—2011 | «Тойота Ауто Боді Квінсейз» (Карія) |
| 2011—2012 | «Динамо» (Краснодар)                |
| 2012—2015 | «Рабіта» (Баку)                     |
| 2015—2017 | «Волеро» (Цюрих)                    |
| 2017—2019 | «Хісаміцу Спрінгс» (Кобе, Тосу)     |
| 2020—2022 | «Хісаміцу Спрінгс» (Кобе, Тосу)     |

## Статистика
Статистика виступів в єврокубках і клубних чемпіонатах світу:
| Сезон   | Клуб                 | Турнір          | Ігри | Сети | Очки | Ср.  | Примітки |
| ------- | -------------------- | --------------- | ---- | ---- | ---- | ---- | -------- |
| 2011/12 | «Динамо» (Краснодар) | Кубок ЄКВ       | 4    | 15   | 52   | 3,47 |          |
| 2012/13 | «Рабіта» (Баку)      | Ліга чемпіонів  | 12   | 44   | 166  | 3,77 |          |
| 2013/14 | «Рабіта» (Баку)      | Ліга чемпіонів  |      |      |      | ,    |          |
| 2014/15 | «Рабіта» (Баку)      | Ліга чемпіонів  | 6    | 25   | 74   | 2,96 |          |
| 2014/15 | «Рабіта» (Баку)      | Кубок ЄКВ       | 4    | 14   | 40   | 2,86 |          |
| 2015/16 | «Волеро» (Цюрих)     | Ліга чемпіонів  | 10   | 36   | 103  | 2,86 |          |
| 2016/17 | «Волеро» (Цюрих)     | Ліга чемпіонів  | 8    | 31   | 83   | 2,68 |          |
| Всього  | Всього               | Всього          | 44   | 165  | 518  | 3,14 |          |
| 2012    | «Рабіта» (Баку)      | Чемпіонат світу | 4    | 14   | 36   | 2,57 |          |
| 2016    | «Волеро» (Цюрих)     | Чемпіонат світу | 5    | 19   | 61   | 3,21 |          |
| 2017    | «Волеро» (Цюрих)     | Чемпіонат світу | 5    | 16   | 53   | 3,31 |          |
| Всього  | Всього               | Всього          | 14   | 49   | 150  | 3,06 |          |

Статистика виступів у збірній на Олімпіадах і чемпіонатах світу:
| Рік    | Турнір           | Ігри | Сети | Очки | Ср.  | Місце | Примітки |
| ------ | ---------------- | ---- | ---- | ---- | ---- | ----- | -------- |
| 2012   | Олімпійські ігри | 8    | 27   | 95   | 3,52 | 2     |          |
| 2014   | Чемпіонат світу  | 8    | 26   | 64   | 2,46 | 1     |          |
| 2016   | Олімпійські ігри | 8    | 29   | 104  | 3,59 | 3     |          |
| 2018   | Чемпіонат світу  | 9    | 37   | 110  | 2,97 | 5     |          |
| 2021   | Олімпійські ігри | 8    | 25   | 50   | 2    | 1     |          |
| Всього | Всього           | 41   | 144  | 423  | 2,94 |       |          |